# Ламаркус Олдрідж
Ламаркус Олдрідж (англ. LaMarcus Aldridge, нар. 19 липня 1985, Даллас) — американський професіональний баскетболіст, важкий форвард і центровий.

## Ігрова кар'єра
Починав грати у баскетбол у команді Сіговільської старшої школи (Даллас, Техас). На університетському рівні грав за команду Техас (2004—2006).

### НБА
2006 року був обраний у першому раунді драфту НБА під загальним 2-м номером командою «Чикаго Буллз». «Буллз» у день драфту обміняли Олдріджа в «Портленд Трейл-Блейзерс» на Тайруса Томаса, обраного під четвертим номером, і Віктора Хряпу.
Початок свого першого сезону в НБА Олдрідж пропустив через операцію на плечі. Відновившись після лікування, він став регулярно виходити на майданчик з лавки як важкий форвард, потім після травми основного центрового «Блейзерс», Джоела Пжибілли, зайняв його місце в стартовій п'ятірці. 31 березня 2007 року під час матчу з «Лос-Анджелес Кліпперс» Олдрідж був госпіталізований через проблеми з диханням і серцевим ритмом. 9 квітня 2007 року йому було поставлено діагноз синдром Вольфа-Паркінсона-Вайта. Незважаючи на неповноцінний через проблеми зі здоров'ям сезон, Ламаркус був включений до символічної збірної новачків НБА, розділивши п'яте місце в голосуванні з іспанцем Хорхе Гарбахоса.
У другому сезоні на професійному рівні Олдрідж став основним важким форвардом «Трейл Блейзерс», зміг значно поліпшити свою результативність за очками і підбираннями, посів третє місце в опитуванні на звання найбільш прогресуючого гравця року після Гедо Тюркоглу і Руді Гея. Свій третій сезон в НБА Ламаркус провів на високому рівні, в регулярному чемпіонаті він поліпшив свою результативність за набраними очками, допоміг команді вийти в плей-оф, де вона в першому раунді поступилася «Х'юстон Рокетс» (4-2).
Влітку 2015 року Олдрідж підписав чотирирічний контракт з «Сперс» на 80 мільйонів доларів. Ламаркус вирішив грати під 23-м номером, оскільки 12-й номер (під яким він грав у «Трейл Блейзерс») був закріплений за Брюсом Боуеном. Вибір Олдріржа грати під 23-м номером був обумовлений тим, що він грав у Техаському університеті під таким же номером.

## Статистика виступів в НБА

### Регулярний сезон
| Сезон              | Команда                   | GP  | GS  | MPG  | FG%  | 3P%  | FT%  | RPG  | APG | SPG | BPG | PPG  |
| ------------------ | ------------------------- | --- | --- | ---- | ---- | ---- | ---- | ---- | --- | --- | --- | ---- |
| 2006–07            | «Портленд Трейл-Блейзерс» | 63  | 22  | 22.1 | .503 | .000 | .722 | 5.0  | .4  | .3  | 1.2 | 9.0  |
| 2007–08            | «Портленд Трейл-Блейзерс» | 76  | 76  | 34.9 | .484 | .143 | .762 | 7.6  | 1.6 | .7  | 1.2 | 17.8 |
| 2008–09            | «Портленд Трейл-Блейзерс» | 81  | 81  | 37.1 | .484 | .250 | .781 | 7.5  | 1.9 | 1.0 | 1.0 | 18.1 |
| 2009–10            | «Портленд Трейл-Блейзерс» | 78  | 78  | 37.5 | .495 | .313 | .757 | 8.0  | 2.1 | .9  | .6  | 17.9 |
| 2010–11            | «Портленд Трейл-Блейзерс» | 81  | 81  | 39.6 | .500 | .174 | .791 | 8.8  | 2.1 | 1.0 | 1.2 | 21.8 |
| 2011–12            | «Портленд Трейл-Блейзерс» | 55  | 55  | 36.3 | .512 | .182 | .814 | 8.0  | 2.4 | .9  | .8  | 21.7 |
| 2012–13            | «Портленд Трейл-Блейзерс» | 74  | 74  | 37.7 | .484 | .143 | .810 | 9.1  | 2.6 | .8  | 1.2 | 21.1 |
| 2013–14            | «Портленд Трейл-Блейзерс» | 69  | 69  | 36.2 | .458 | .200 | .822 | 11.1 | 2.6 | .9  | 1.0 | 23.2 |
| 2014–15            | «Портленд Трейл-Блейзерс» | 71  | 71  | 35.4 | .466 | .352 | .845 | 10.2 | 1.7 | .7  | 1.0 | 23.4 |
| 2015–16            | «Сан-Антоніо Сперс»       | 74  | 74  | 30.6 | .513 | .000 | .858 | 8.5  | 1.5 | .5  | 1.1 | 18.0 |
| 2016–17            | «Сан-Антоніо Сперс»       | 72  | 72  | 32.4 | .477 | .411 | .812 | 7.3  | 1.9 | .6  | 1.2 | 17.3 |
| Усього за кар'єру  | Усього за кар'єру         | 794 | 753 | 34.7 | .486 | .287 | .802 | 8.3  | 1.9 | .8  | 1.0 | 19.1 |
| В іграх усіх зірок | В іграх усіх зірок        | 5   | 1   | 13.4 | .371 | .800 | .000 | 3.2  | .6  | .2  | .4  | 6.0  |

### Плей-оф
| Сезон             | Команда                   | GP | GS | MPG  | FG%  | 3P%   | FT%  | RPG  | APG | SPG | BPG | PPG  |
| ----------------- | ------------------------- | -- | -- | ---- | ---- | ----- | ---- | ---- | --- | --- | --- | ---- |
| 2009              | «Портленд Трейл-Блейзерс» | 6  | 6  | 39.5 | .490 | .250  | .700 | 7.5  | 1.3 | .5  | 1.7 | 19.5 |
| 2010              | «Портленд Трейл-Блейзерс» | 6  | 6  | 38.2 | .430 | .500  | .750 | 6.0  | 2.2 | 1.2 | 1.8 | 19.0 |
| 2011              | «Портленд Трейл-Блейзерс» | 6  | 6  | 43.0 | .461 | .000  | .792 | 7.5  | 1.3 | 1.3 | 1.7 | 20.8 |
| 2014              | «Портленд Трейл-Блейзерс» | 11 | 11 | 40.1 | .452 | .667  | .800 | 10.6 | 1.5 | .6  | 1.6 | 26.2 |
| 2015              | «Портленд Трейл-Блейзерс» | 5  | 5  | 41.6 | .330 | .273  | .889 | 11.2 | 1.8 | .4  | 2.4 | 21.8 |
| 2016              | «Сан-Антоніо Сперс»       | 10 | 10 | 33.7 | .521 | 1.000 | .891 | 8.3  | 1.0 | .4  | 1.4 | 21.9 |
| 2017              | «Сан-Антоніо Сперс»       | 16 | 16 | 33.6 | .458 | .143  | .764 | 7.4  | 1.5 | .6  | 1.0 | 16.5 |
| Усього за кар'єру | Усього за кар'єру         | 60 | 60 | 37.5 | .454 | .306  | .803 | 8.4  | 1.5 | .7  | 1.5 | 20.6 |